# S'Express
S'Express est un groupe britannique de house, actif entre 1988 et 1994.

## Histoire
Le nom du groupe se prononce « èsse-express », et s'écrit parfois S'Xpress ou S-Express ; on les connaît également sous un autre nom, Victim of the Ghetto. Il est l'un des premiers groupes à connaître un succès commercial dans le genre house music Le DJ Mark Moore fonde le groupe en 1988, avec le belge Pascal Gabriel. Leur premier single Theme from S'Express, basé sur un sample du titre disco Is It Love You're After du groupe Rose Royce, fut un grand succès.
Avec la sortie du deuxième album Intercourse, le groupe est réduit à un duo composé de Moore et d'une nouvelle chanteuse et DJ, Sonique. Bien qu'il n'ait pas connu le même succès que son premier album, Intercourse produit plusieurs singles et tubes de club en milieu de classement au Royaume-Uni, dont Nothing to Lose, coécrit avec Martin Gordon, comme plusieurs autres morceaux de l'album. Sonique, déjà DJ à succès, se lance finalement dans une carrière solo et produit l'un des plus grands succès de la fin des années 1990 (It Feels So Good). Moore sort ensuite de nombreux singles, remixes et albums en solo et forme également le groupe Needledust.

## Discographie

### Albums studio
| Titre                                                                                          | Détails                                                                       | Meilleure position | Meilleure position | Meilleure position | Meilleure position | Meilleure position | Meilleure position | Meilleure position | Meilleure position | Certifications |
| Titre                                                                                          | Détails                                                                       | R-U                | UK Indie           | AUS                | FIN                | ALL                | P-B                | N-Z                | SUÈ                | Certifications |
| ---------------------------------------------------------------------------------------------- | ----------------------------------------------------------------------------- | ------------------ | ------------------ | ------------------ | ------------------ | ------------------ | ------------------ | ------------------ | ------------------ | -------------- |
| Original Soundtrack                                                                            | - Sortie : 20 mars 1989 - Label : Rhythm King, Capitol - Formats : CD, LP, MC | 5                  | 1                  | 69                 | 19                 | 58                 | 85                 | 41                 | 31                 | - R-U : Or     |
| Intercourse                                                                                    | - Sortie : Août 1991 - Label : Rhythm King, Sire - Formats : CD, LP, MC       | —                  | —                  | —                  | —                  | —                  | —                  | —                  | —                  |                |
| Enjoy this Trip                                                                                | - Sortie : 27 mai 2016 - Label : Needle Boss - Formats : CD, téléchargement   | —                  | —                  | —                  | —                  | —                  | —                  | —                  | —                  |                |
| « — » signifie que l'album n'a atteint aucun classement est n'est pas sorti dans cette région. |                                                                               |                    |                    |                    |                    |                    |                    |                    |                    |                |

### Singles
- 1988 : Theme from S-Express (en)
- 1988 : Superfly Guy (en)
- 1989 : Hey Music Lover
- 1989 : Mantra for a State of Mind (en)
- 1990 : Nothing to Lose
- 1991 : Find 'em, Fool 'em, Forget 'em
- 1996 : Theme From S'Xpress - The Return Trip (Tony De Vit 1996 remix)
- 2008 : Stupid Little Girls